# Nocturne (muziek)
Een nocturne (van het Latijnse nocturnus, 'nachtelijk') is een muzikale compositie die geïnspireerd is op de sfeer van de nacht, een romantisch of dromerig geheel. 
De Ierse componist John Field (1782-1837), de eerste die onder deze benaming muziek schreef, geldt als de grondlegger van het genre. Onder invloed van Field heeft Frédéric Chopin deze vorm diverse malen gebruikt voor de piano. De bekendste nocturnes zijn van zijn hand. Andere componisten die nocturnes hebben geschreven, zijn onder anderen Gabriel Fauré en Erik Satie.
Soms dragen ook orkestrale composities de naam nocturne of notturno. Voorbeelden hiervan zijn de nocturne uit de toneelmuziek bij Een midzomernachtsdroom van Felix Mendelssohn Bartholdy en de Trois Nocturnes (met koor) van Claude Debussy. Franz Schubert componeerde een Notturno voor pianotrio en zowel Aleksandr Borodin als Luciano Berio schreef een Notturno voor strijkkwartet.
Een nocturne is een muziekvorm waarbij de hogere stem een lyrische melodie volgt, terwijl deze gecombineerd wordt met een begeleidende bas, die veelal bestaat uit gebroken akkoorden. De vorm die Chopin vaak gebruikte voor de nocturne komt overeen met A-B-A. Het B-gedeelte is vaak gemoduleerd in een andere toonsoort en de sfeer staat vaak haaks op het A-gedeelte. Vervolgens komt weer het A-gedeelte met de lyrische melodie terug. De virtuositeit van de pianist kan in dit gedeelte benadrukt worden door het stuk op een lastigere en andere, complexere manier te laten eindigen. Ook kenmerkend voor Chopin is dat de meeste nocturnes van zijn hand in mineur beginnen, maar in majeur eindigen. Bij een aantal nocturnes zijn bovendien versies overgeleverd waarin bij de melodie extra versieringen worden aangebracht.
Van de 21 nocturnes die door Chopin geschreven zijn, behoren de volgende tot de bekendere: no. 2 en no. 3 (opus 9 no. 2 en 3), no. 7 en no. 8 (opus 27 no. 1 en no. 2), no. 13 (opus 48 no. 1), no. 15 (opus 55 no. 1), no. 19 (opus 72 no. 1) en no. 20 (opus posth.).

## De 21 nocturnes van Frédéric Chopin
1. In bes klein, opus 9 - 1. Larghetto
2. In Es groot, opus 9 - 2. Andante
3. In B groot, opus 9 - 3. Allegretto
4. In F groot, opus 15 - 1. Andante cantabile
5. In Fis groot, opus 15 - 2. Larghetto
6. In g klein, opus 15 - 3. Lento
7. In cis klein, opus 27 - 1. Larghetto
8. In Des groot, opus 27 - 2. Lento sostenuto
9. In B groot, opus 32 - 1. Andante sostenuto
10. In As groot, opus 32 - 2. Lento
11. In g klein, opus 37/1 - Andante sostenuto
12. In G groot, opus 37/2 - Andantino
13. In c klein, opus 48/1 - Lento
14. In fis klein, opus 48/2 - Andantino
15. In f klein, opus 55/1 - Andante
16. In Es groot, opus 55/2 - Lento sostenuto
17. In B groot, opus 62/1 - Andante
18. In E groot, opus 62/2 - Lento
19. In e klein, opus 72/1 (posthume) - Andante
20. In cis klein, opus posthume - Lento con gran espressione (ook bekend van de film The Pianist)
21. In c klein, opus posthume